# Comando carabinieri per la tutela del patrimonio culturale
Il Comando Carabinieri per la Tutela del Patrimonio Culturale (TPC) è un reparto speciale dell'Arma dei Carabinieri che svolge attività di prevenzione e repressione a tutela del patrimonio culturale italiano.

## Storia
Venne fondato il 3 maggio 1969 con la denominazione «Comando Carabinieri Ministero Pubblica Istruzione - Nucleo Tutela Patrimonio Artistico» allo scopo di tutelare il patrimonio culturale ed artistico dell'Italia. Nel 1971 divenne Comando di Corpo. Nel 1992 assunse la denominazione di Comando Carabinieri per la Tutela del Patrimonio Artistico e infine, nel 2001, l'attuale denominazione.
Dipende organicamente dalla Divisione Unità Specializzate, con sede in Roma, e funzionalmente dal Ministero della cultura (MiC).

## Organizzazione

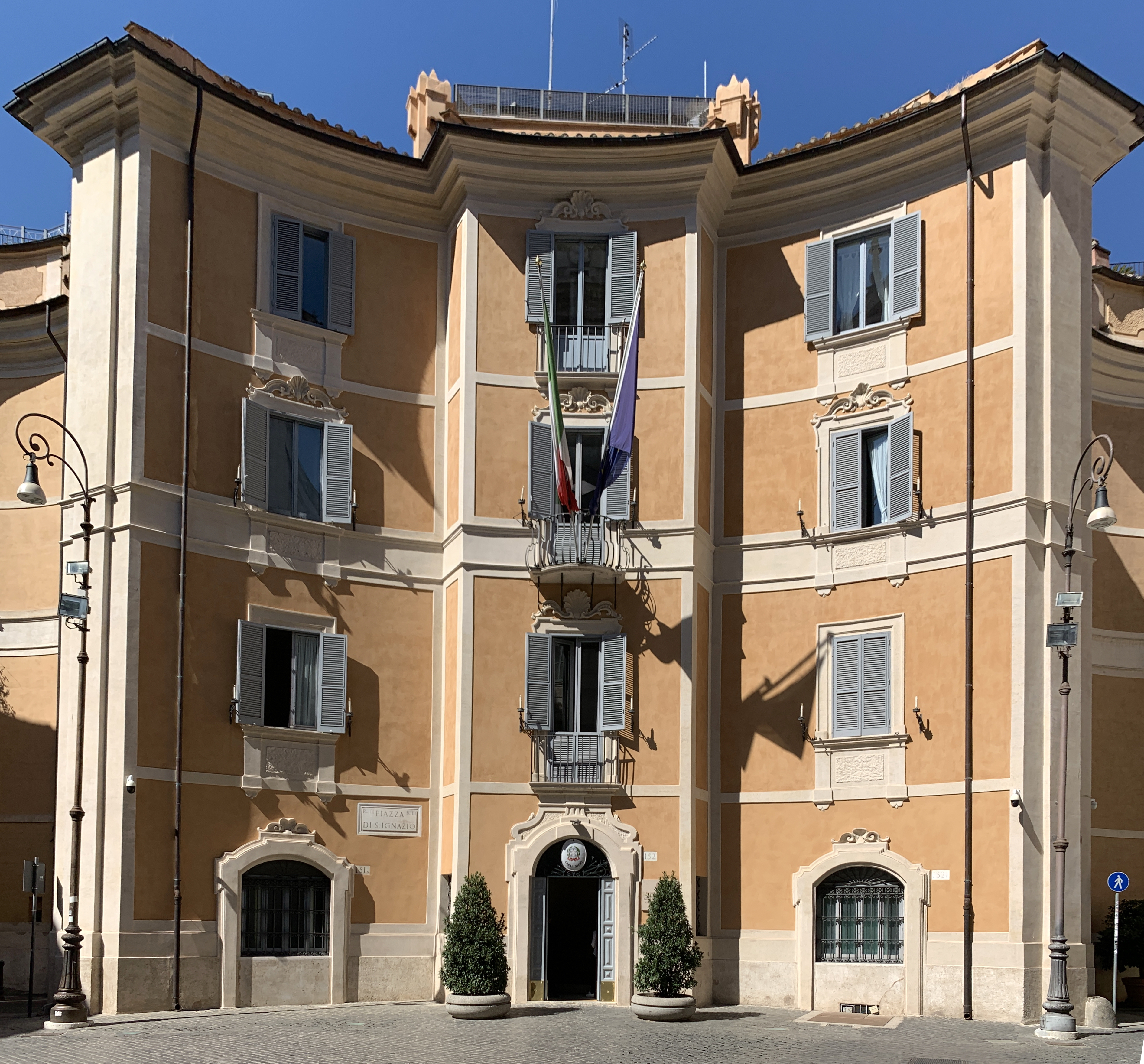
La sede del Comando in Piazza Sant'Ignazio a Roma

Il Comando, nella forma attuale, ai cui vertici vi è un Generale di divisione, si compone di una struttura centrale e di una struttura periferica. Ha sede a Roma, in piazza Sant'Ignazio, 152. Il comandante attuale è il Generale di divisione Francesco Gargaro.

### Struttura centrale
La struttura centrale si articola in:
- Ufficio comando
- Gruppo TPC di Roma
- Reparto operativo

### Struttura periferica
La struttura periferica si compone di sedici nuclei e di una sezione distaccata, ed è coordinata dai comandanti dei due Gruppi Tutela Patrimonio Culturale con sede a Monza e a Roma.
I nuclei sono i seguenti, con indicati i territori di competenza:
- Ancona (Marche)
- Bari (Basilicata, Puglia)
- Bologna (Emilia-Romagna)
- Cagliari (Sardegna)
- Cosenza (Calabria)
- Firenze (Toscana)
- Genova (Liguria)
- L'Aquila (Abruzzo, Molise)
- Monza (Lombardia)
- Napoli (Campania)
- Palermo (Sicilia) con sezione distaccata a Siracusa (Sicilia orientale)
- Perugia (Umbria)
- Roma (Lazio)
- Torino (Piemonte, Valle d'Aosta)
- Udine (Friuli Venezia Giulia)
- Venezia (Veneto, Trentino-Alto Adige)

## Attività
Il Comando è specializzato nelle indagini e nelle operazioni relative al patrimonio culturale italiano, avvalendosi di specifiche professionalità e di tecnologie d'avanguardia.

### Operazione Canusium
Il Nucleo TPC di Bari ha avviato nel 2022 un’attività. investigativa su un gruppo criminale dedito a furto, ricettazione di reperti archeologici ed esportazione clandestina degli stessi in ambito europeo. L’attività, partita a seguito di accertati scavi clandestini e ulteriormente sviluppata ed ampliata anche sul fronte internazionale, permetteva di svelare l’esistenza di un sodalizio criminale strutturato, che annoverava al suo interno tombaroli, ricettatori di diverso livello, trafficanti internazionali e rappresentanti di compiacenti case d’asta estere e attivo nelle province italiane (Barletta-Andria-Trani, Benevento, Caserta, Foggia, L’aquila, Napoli, Potenza, Roma e Salerno) e all’estero. Nel maggio 2023 le indagini consentivano l’emissione di un’ordinanza di applicazione di misura cautelare personale emessa dal G.I.P. di Trani a carico di 21 individui (4 dei quali in carcere, 12 in regime domiciliare e i rimanenti con obbligo di presentazione alla P.G.), ritenuti responsabili, a vario titolo, di associazione per delinquere, furto e ricettazione di beni culturali, esportazione illecita, possesso ingiustificato di strumenti per il sondaggio del terreno o di apparecchiature per la rilevazione dei metalli e violazione in materia di ricerche archeologiche. Contestualmente, venivano eseguite 50 perquisizioni locali nei confronti dei destinatari dei predetti decreti coercitivi ed ulteriori indagati, rinvenendo e sequestrando complessivamente 7585 beni archeologici, numismatici e ceramici di ingente valore storico artistico inestimabile e commerciale. A seguito di specifici ordini europei d’indagine inoltrati dall’A.G. di Trani alla competente paritetica A.G. tedesca, il personale del Nucleo TPC di Bari, supportato dalla Polizia Criminale della Sassonia e dell’Assia, effettuava tre perquisizioni presso abitazioni private e case d‘asta tedesche riconducibili agli indagati, che consentivano il sequestro di 1000 monete archeologiche di epoca greca, magnogreca, romana repubblicana e romana imperiale in oro argento e bronzo, esemplari coniati da zecche dell’antica Puglia e Campania. Quest’ultima attività ha consentito di ricostruire la filiera criminale di ricettazione di monete antiche esportate illecitamente in Germania e successivamente trasferite in Gran Bretagna, per essere poi vendute in aste presso gallerie d’arte riconducibili agli indagati.

### Operazione Teseo
Nel gennaio 2015 con l'Operazione Teseo viene realizzato quello che è stato definito il più grande recupero di reperti ed opere d'arte della storia, recuperando 5.361 reperti risalenti ad un periodo che va dal 1.000 a.C. al III secolo D.C., con un'indagine che per anni ha attraversato numerosi Paesi ed operatori.
Il Comando viene inoltre attivato anche per operazioni internazionali relative al patrimonio culturale in pericolo, con particolare riferimento alle distruzioni ed agli altri illeciti operati dall'ISIS dal 2014 in poi.
Nel luglio 2016, alla Galleria nazionale di arte antica presso Palazzo Barberini viene inaugurata la mostra "L'Arma per l'Arte e la Legalità” in cui vengono esposti alcuni dei tesori dell'arte recuperati in Italia e all'estero dal Comando TPC.

### Operazione Olga
Nell’ambito dell’attività investigativa denominata "Olga", volta al contrasto del commercio illecito di opere contraffatte, il Nucleo TPC di Torino rinveniva e sequestrava a Nichelino (TO) e Savigliano (CN) 572 opere falsamente attribuite all’artista Carol Rama, 5 disegni a firma falsa Enrico Baj e 102 falsi disegni di Adolfo Rol, per un valore complessivo di oltre 360.000 euro, qualora immessi sul mercato come autentici.

### Restituzione degli ex voto messicani
Tra le numerose attività del Comando TPC da menzionare la restituzione al Messico di 594 dipinti ex voto recuperati a esito di un’indagine, finalizzata al contrasto del traffico illecito internazionale di beni culturali, condotta dal Nucleo Carabinieri Tutela Patrimonio Culturale di Monza e scaturita da un controllo alla mostra “Dacci oggi il nostro pane quotidiano/tavolette votive dedicate al tema della Terra”, svoltasi a Milano.
La cerimonia di restituzione al governo messicano, rappresentato dalla Segretaria Federale della Cultura, Alejandra Frausto Guerrero accompagnata dal Direttore Generale dell'Instituto Nacional de Antropologia e Storia (INAH), Diego Prieto Hernández, si svolse presso la sede del Ministero dei Beni Culturali nel centro di Roma, guidata dal Ministro Alberto Bonisoli e dal Comandante Generale dell'Arma dei Carabinieri pro tempore, Giovanni Nistri.
Il felice esito dell'indagine fu celebrato dall'artista Rafael Rodríguez Contreras che, per l'occasione della restituzione al governo, avvenuta mercoledì 6 marzo presso la Sala della Crociera  in Roma, realizzò un ex-voto con cui dava conto proprio della mattinata in cui il Segretario della Cultura messicano, ricevette i 594 ex voto. "Indubbiamente un atto di amicizia tra popoli che il Messico ha voluto ringraziare, così come gli ex voto ringraziano per i favori divini ricevuti"

### Beni culturali trafugati durante il secondo conflitto mondiale
A inizio 2024, i Carabinieri del Comando TPC, hanno restituito oltre 200 reperti al soprintendente della Sabap per le province di Caserta e Benevento durante una conferenza stampa presso le sale del Castello Ducale di Sessa Aurunca. L'attività di indagine ha permesso di verificare come i reperti fossero di provenienza demaniale e già musealizzati in quello che era conosciuto come "Museo della Civiltà Aurunca"Museo archeologico nazionale di Sessa Aurunca - Ministero della cultura, eretto nel 1926 dall'allora ministro dell'Educazione nazionale Pietro Fedele. Gli investigatori hanno soprattutto accertatto come i beni fossero stati asportati dalle truppe di occupazione durante il Secondo Conflitto mondiale. In collaborazione con i funzionari della Soprintendenza Archeologia, Belle Arti e Paesaggio e del personale dell'Istituto Centrale del Restauro, i Carabinieri hanno potuto ricostruire le vicende che hanno visto protagonista proprio la "Torre di Pandolfo di Capodiferro", torre  longobarda che nel 1943 fu bombardata e rasa al suolo dalle truppe di occupazione tedesche non prima però di averla depredata. 

### Impegno internazionale
l Comando Carabinieri per la Tutela del Patrimonio Culturale ha maturato una significativa esperienza internazionale attraverso missioni e collaborazioni mirate alla salvaguardia dei beni culturali in diverse aree del mondo.

#### Iraq
Il TPC ha operato in Iraq nell'ambito della Task Force "Unite4Heritage" (nota anche come "Caschi Blu della Cultura"), fornendo formazione alle forze di polizia locali per la protezione del patrimonio culturale. Queste attività rientrano nell'Operazione "Inherent Resolve/Prima Parthica", mirata a contrastare la distruzione e il traffico illecito di beni culturali in zone di conflitto.  In Iraq, l'Arma dei Carabinieri schiera un Iraq’s Senior Strategic Adviser on the Protection of Cultural Heritage nell'ambito della missione EUROPEAN UNION ADVISORY MISSION IN IRAQ EUAM.

#### Giordania
Il Comando Carabinieri per la Tutela del Patrimonio Culturale ha rafforzato la sua collaborazione con la Giordania attraverso il Progetto di Gemellaggio dell'Unione Europea "Supporting the Royal Department for Environment Protection and Tourism in enforcing environmental and tourism laws effectively in Jordan" (JO 20 ENI EN 01 21). Questo progetto, avviato nel marzo 2022, mirava a potenziare le capacità del Royal Department for Environment Protection and Tourism giordano nell'applicazione efficace delle leggi ambientali e turistiche. Il consorzio italiano coinvolto nel progetto era composto dall'Arma dei Carabinieri, che guidava l'implementazione grazie alla sua esperienza nella cooperazione internazionale di polizia e in progetti simili dell'UE, dalla Città Metropolitana di Firenze, che apportava competenze nella gestione, protezione e promozione del patrimonio culturale, e da Eutalia, che garantiva la gestione finanziaria, amministrativa e logistica del progetto. Attraverso attività di formazione, scambio di esperienze e sviluppo di iniziative congiunte, il progetto ha rafforzato le capacità operative del dipartimento giordano, promuovendo al contempo la modernizzazione dei quadri legali e la protezione del patrimonio culturale. 

#### Repubblica della Macedonia del Nord
Analogamente, il TPC ha avviato un gemellaggio con la Macedonia del Nord, fornendo supporto tecnico e formativo alle istituzioni locali preposte alla protezione del patrimonio culturale. L'iniziativa denominata "EU Project for Strengthening the Institutional Capacities in Dealing with Cultural Heritage and Environmental Crimes" è volta a migliorare le strategie di conservazione e a potenziare le operazioni contro il traffico illecito di opere d'arte e reperti archeologici.

#### Messico
Il 9 maggio 2023, Città del Messico ha ospitato la "Regional conference on use of AML/CFT in Investigation of Art & Antiquities Criminality" (AML/CFT) nei crimini legati all’arte e alle antichità, organizzata dalla EU AML/CFT Global Facility in collaborazione con l’Unità di Intelligence Finanziaria (FIU) del Messico e il GAFILAT. L’evento, tenutosi presso il Museo Nazionale di Antropologia, ha visto la partecipazione di rappresentanti di 18 paesi dell'America Latina, insieme a organizzazioni internazionali come UNESCO, Interpol e l'Organizzazione Mondiale delle Dogane. La conferenza ha affrontato la crescente minaccia rappresentata dal traffico illecito di beni culturali, un fenomeno altamente remunerativo per le reti criminali, che sfruttano il commercio illegale di opere d’arte e manufatti storici per il riciclaggio di denaro e il finanziamento del terrorismo. Secondo Claudio Sanzò, all'epoca comandante del Nucleo TPC di Monza, "il mercato nero delle opere d'arte è estremamente sofisticato, con criminali che utilizzano intermediari, documentazione falsificata e aziende di facciata per nascondere la provenienza illecita dei beni. I manufatti trafugati finiscono spesso in collezioni private o musei, alimentando un ciclo di saccheggio e speculazione che mette a rischio il patrimonio culturale globale". L’obiettivo della conferenza è stato rafforzare la cooperazione tra il settore pubblico e privato, condividere le migliori pratiche e potenziare le strategie investigative per contrastare questi crimini. Il Ministro della Cultura, Alejandra Frausto Guerrero, ha sottolineato l’importanza della tutela del patrimonio culturale come una questione di diritti umani, evidenziando il lavoro della Commissione Interistituzionale messicana per la restituzione dei beni culturali e la campagna #MiPatrimonioNoSeVende, che ha già permesso il recupero di oltre 11.500 reperti. Il capo della FIU, Pablo Gómez Álvarez, ha ribadito il ruolo cruciale dell'Unità di Intelligence Finanziaria nell’identificazione e tracciamento delle transazioni illecite legate ai beni culturali, enfatizzando l'importanza di una cooperazione interistituzionale e internazionale rafforzata per contrastare efficacemente il fenomeno.
"La cooperazione tra Italia e Messico non si limita solo alla restituzione di opere d’arte ma si è sviluppata negli anni con attività formative a favore della polizia e dei funzionari ministeriali in Messico e attraverso il trasferimento del nostro know how in materia di Caschi blu della cultura".
Il 28 marzo 2018,  è stata inaugurata in Messico la Unidad de Tutela del Patrimonio Cultural all'interno della Divisione di Gendarmeria della Policía Federal de México. La nuova unità, modellata sul TPC italiano, è dedicata alla protezione del vasto patrimonio culturale del Messico, che vanta il secondo maggior numero di siti UNESCO al mondo dopo l'Italia.

#### Libano
Nel maggio 2021, il TPC ha restituito alla Repubblica libanese una lastra contenente tredici pesci fossili del genere Diplomystus, risalenti al periodo Cretaceo (145,5 - 65,5 milioni di anni fa). Questi reperti, di inestimabile valore scientifico e culturale, erano stati individuati nel 2020 presso una casa d'aste di Milano, grazie alle indagini del Nucleo Carabinieri per la Tutela del Patrimonio Culturale di Torino. La restituzione è avvenuta presso il Consolato Generale del Libano a Milano, rafforzando ulteriormente i legami tra Italia e Libano nella tutela del patrimonio culturale. Inoltre, nel maggio 2023, a Beirut, il TPC ha partecipato al progetto "Protect Heritage to Protect Operations in Lebanon on Cultural Heritage", finanziato dall'Unione Europea tramite il Fondo Sicurezza Interna-Polizia della DG HOME della Commissione Europea. L'incontro, svoltosi presso la Biblioteca Nazionale di Beirut, ha visto la presenza del Ministro della Cultura libanese, Mohammad Mortada, e delle ambasciatrici italiana e olandese, Nicoletta Bombardiere e Hans Peter van der Woude. L'obiettivo del progetto: rafforzare la cooperazione tra le forze dell'ordine europee e libanesi per combattere il traffico illecito di beni culturali e impedirne l'ingresso nel mercato dell'arte europeo. Il progetto prevede attività formative sull'uso di nuove tecnologie, come la mappatura 3D e la fotogrammetria, e la creazione di un database dei siti culturali saccheggiati, con la collaborazione di partner come la National Police of The Netherlands, l'Agenzia delle Dogane e dei Monopoli italiana, ICONEM, OSDIFE e B&S Europe.
I Carabinieri TPC hanno supportato altri Paesi dopo eventi che hanno compromesso i loro assetti. Sono intervenuti in Albania, dove un terremoto aveva colpito duramente il Paese, e a Beirut, dopo le esplosioni al porto Lo hanno fatto nell'ambito dell'iniziativa, lanciata nel 2015 dal ministro Dario Franceschini in accordo con l'UNESCO, dei “Caschi blu della cultura”, una task force composta anche da esperti del Ministero che interviene per la tutela e la conservazione del patrimonio culturale in aree devastate da conflitti o disastri naturali.

## Banca dati
Uno dei fiori all'occhiello del reparto è senza dubbio la "Banca dati dei beni culturali illecitamente sottratti", gestita dal TPC per conto del MiC. Diversi servizi vengono offerti al cittadino sul sito carabinieri.it e sull'app iTPC. Tra questi, la possibilità di compilare l'Object-ID, una sorta di documento d'identità delle opere d'arte in proprio possesso, al fine di accelerare le pratiche in caso di furto delle stesse; la consultazione dei bollettini delle ricerche, la ricerca per immagini.
Conta circa 6 milioni di opere registrate ed è a disposizione di tutte le polizie del mondo.

### S.W.O.A.D.S.
La soluzione progettuale per la ricerca e l'individuazione delle opere d'arte trafugate che realizza un nuovo sistema ed evolve le componenti software di “Leonardo”, lo strumento attualmente in uso, è stata chiamata S.W.O.A.D.S. (Stolen Works Of Art Detection System) e realizzata grazie al Progetto n. 114.5.1 cofinanziato dall’UE nell’ambito del Fondo Sicurezza Interna 2014-2020 (ISF).
Grazie all’esperienza maturata dal Comando TPC, si sono individuate alcune importanti aree di potenziamento delle soluzioni e metodologie attualmente impiegate con successo dal TPC, in modo da evolverle ed espanderle sia in termini tecnologici (es. big data, machine learning) che architetturali (blockchain); un approccio che consente a S.W.O.A.D.S. di convogliare tutte le nuove funzionalità, unendo la raccolta dei dati effettuata in forma automatica – dal web, dal deep web, dai social media – a quella derivante dalla trasmissione delle fotografie di beni ottenute nel corso di attività operative da parte degli addetti delle FFPP.
Sviluppata come entità separata per poter essere replicabile e re-impiegabile, la nuova piattaforma italiana costituirà la base di partenza per uno o più eventuali progetti di respiro internazionale, che potrebbero prevedere la realizzazione di una rete S.W.O.A.D.S. costituita da diverse cellule nazionali comunicanti e inter-operanti. Una simile rete, sviluppata a livello internazionale, permetterebbe di contrastare e prevenire con più forza i reati contro al patrimonio culturale, incrementando al contempo il numero dei recuperi dei beni trafugati.

## Onorificenze
Il Comando ha ricevuto specifiche onorificenze in materia di tutela della cultura e dell'arte, oltre a quelle conferite all'Arma dei Carabinieri nel suo insieme, sulla stessa materia.